# Réminiac
Réminiac é uma comuna francesa na região administrativa da Bretanha, no departamento Morbihan. Estende-se por uma área de 12,17 km². Em 2010 a comuna tinha 407 habitantes (densidade: 33,4 hab./km²).